# かなやまちゃっぴーズ
かなやまちゃっぴーズは、名古屋市金山エリアを中心に活動している女性アイドルグループ 　。
愛称は、ちゃっぴーズ、かなちゃぴ。 
ローカルアイドル

## 概要
2009年結成
木田天音、新粥樹里を中心に所属事務所の子役メンバーで結成。
2013年3月～4月　リーダー　木田天音がグループを卒業し、神田咲名が加入し新リーダーとなる。
一時期　姉妹ユニットとのコラボユニットかなやまちゃっぴーズ with Contemporary Cha Cha（読みはコンテンポラリー チャチャ）としても活動していた。(2013年4月～8月頃)
2015年4月12日　解散ワンマンライブ。
同4月30日　公式ホームページ閉鎖。
神田咲名、麻夏彩加、新粥樹里、新粥沙里、木村寧来、星野七海は、新ユニット金星☆ジュリエッタとしてデビューする。

## メンバー

### 最終メンバー
- 神田咲名（かんだ さきな）：さきねえ、2013年4月～
- 麻夏彩加（あさか あやか）：あさちゃん、2013年5月～
- 新粥樹里（しんがい じゅり）：じゅりりん、2009年5月～
- 新粥沙里（しんがい さり）：サリー、2011年7月～
- 木村寧来（きむら しずく）：しずくぅ、2013年9月～
- 星野七海（ほしの ななみ）：なぁな、2014年6月～

### 元メンバー
- 林なつ美（はやし なつみ）：なっつん - 2011年脱退
- 木田天音（きだ あまね） - 2013年3月卒業
- 石原深愛（いしはら みあ）：みんみ - 2013年3月卒業
- 筑間万由（ちくま まゆ）：まゆちん - 2013年7月卒業
- 石崎香澄（いしざき かすみ）：カスミン - 2013年12月～1月脱退
- 深澤未希（ふかさわ みき）：みきぴょん - 2012年12月～2014年3月卒業
- 深澤未沙（ふかさわ みさ）：みさにゃん - 2013年4月～2014年3月卒業
- 加藤彩乃（かとう あやの）：あやたん    - 2009年～2013年8月から活動休止し、そのまま卒業

```
                                                 他
```

未成年のプライバシー保護を考慮して、一部の元メンバーは掲載していません。

## オリジナル曲
- ちゃっぴーズのテーマ
- 天使のロックンロール
- Milky Love
- ミライ☆ピース
- Juicy Days
- 2014 SUMMER (笑)

## 主な活動
- マンモスフリーマーケット
  - 2011 Spring　ステージイベント[3]（2011年4月30日）
  - 2012 Spring　ステージイベント[4]（2012年4月28日）
  - 2013 Spring ステージイベント[5]（2013年4月27日、28日）
  - 2014 ステージイベント[6]（2014年4月26日）
- テレビ愛知GW感謝祭inオアシス21（2013年5月3日）
- idol wave 2013秋　テレビ愛知　LIVE DAM presents 久屋大通公園（2013年11月10日）
- 金山駅構内郵便局の一日郵便局長 [7]（2012年11月）
- 金山商店街復興組合公認アイドルとして活動（2013年11月より）[8]
- 金山商店街主催イベント　カナヤマナイトクリスマス　ライブパフォーマンスやイベントの手伝い（2013年12月22日、23日）
- 第1回手羽先サミット  広報活動、セレモニー、ステージイベント[9]（2014年6月7日、8日）
- X'mas初ワンマンライブ～歌って踊って演技しナイト（2014年12月25日）
- 解散ワンマンライブ（2015年4月12日）

## 出演番組
- 「オードリーさん、ぜひ会って欲しい人がいるんです!」（中京テレビ）
- 「いちのみやTV」（一宮ケーブルテレビ）
- 名古屋アイドル百花繚乱(テレビ愛知)(2013.12.30 0:54放送)

## 書籍
- オカザえもんと岸田メル　ナゴヤアイドル・パーフェクトブック　(中日新聞社出版部)

- 「名古屋美少女アイドルフォトブック　Fille(フィユ)」（流行発信）

- U.M.U AWARD 2011 オフィシャルブック　2012ご当地アイドル大図鑑 (TOKIMEKI PUBLISHING)

## 所属
所属事務所：
- （有）パックピクチャーズ
- （株）アメージングプロモーション